# Ponoka (plaats)
Ponoka (spreek uit: Po-nóó-ka) is een kleine boerengemeenschap in Alberta, Canada, waar jaarlijks in de eerste week van juli de grootste zesdaagse rodeo van het land wordt gehouden.

## Geboren
- Maddison Pearman (1996), schaatsster